# Baie de l'Amirauté (Nouvelle-Zélande)
Cet article concerne la baie de Nouvelle-Zélande. Pour la baie de l'Antarctique, voir Baie de l'Amirauté.
Pour les articles homonymes, voir Admiralty Bay.
La baie de l'Amirauté (en anglais : Admiralty Bay) est une baie de Nouvelle-Zélande.
Plus précisément, elle se trouve sur la côte nord de l'île du Sud, dans les Marlborough Sounds, immédiatement au sud de l'île D'Urville.
La baie a été baptisée en mars 1770 par l'explorateur James Cook lors de son premier voyage dans le Pacifique.
La baie de l'Amirauté est associée à Pelorus Jack, un dauphin connu en Nouvelle-Zélande dans les premières années du XXe siècle.

## Notes et références

Carte topographique des Marlborough Sounds avec la baie de l'Amirauté en centre-haut de carte.